# セルゲイ・コバレフ
セルゲイ・コバレフ（Sergey Kovalev 、1983年4月2日 - ）は、ロシアの元プロボクサー。チェリャビンスク州コペイースク出身。元WBAスーパー・IBF・WBO世界ライトヘビー級統一王者。
入場曲はSmyslovye Galljutsinatsiiの『Forever Young』。

## 来歴
2012年6月のダーネル・ブーン戦で5000ドルのファイトマネーを手にするが、プロデビューからプロ19戦目のこの試合まで約3年の間ファイトマネー無しで試合をしていた苦労人。インタビューで黒人蔑視の言葉であるニグロを使ったり、アドニス・ステベンソンをゴリラに例えるような画像を投稿したりと、そのたびに謝罪をしているが人種差別であると批判されている。

### アマチュア時代
1994年12月1日、11歳の時に学校の隣にあったジムでボクシングをはじめる。
2004年、ロシア選手権にミドル級で出場し、決勝でマット・コロボフに敗北。
2005年、ロシア選手権にミドル級で出場し、優勝を果たす。
2007年、ロシア選手権にライトヘビー級で出場し、準決勝でアルツール・ベテルビエフに敗北。
2007年、ロシア選手権にライトヘビー級で出場し、決勝で敗れる。
国際大会で目立った戦績は残せなかったが、アマチュア時代の戦績は193勝22敗。

### プロ時代
2009年7月5日、ノースカロライナ州グリーンズボロのグリーンズボロ・コロシアムでダニエル・チャベスとライトヘビー級4回戦を行い、初回55秒TKO勝ちを収めデビュー戦を白星で飾った。
2010年10月9日、ジョージア州アトランタでダーネル・ブーンとライトヘビー級8回戦を行い、8回2-1（2者が76-75、75-76）の判定勝ちを収めた。
2011年12月5日、エカテリンブルクのDIVSでABCOライトヘビー級王者のローマン・シマコフと対戦し、7回47秒TKO勝ちを収めた。試合後、シマコフはリングから担架で運び出される時には意識があったが意識を失い急遽病院に搬送され、開頭手術の甲斐なく意識を回復しないまま同月8日に死亡した。
2012年6月1日、ペンシルベニア州ベスレヘムでダーネル・ブーンとライトヘビー級8回戦を行い、2回1分32秒TKO勝ちを収め1年8ヵ月ぶりの再戦を制した。なおこの試合でメインイベンツのケーシー・デュバと契約を交わした。
2013年1月19日、コネチカット州アンカスビルのモヒガンサンで元WBA世界ライトヘビー級王者のガブリエル・カンピージョとライトヘビー級10回戦を行い、3回1分30秒TKO勝ちを収めた。
2013年6月14日、ペンシルベニア州ベスレヘムでコーネリアス・ホワイトとIBF世界ライトヘビー級1位決定戦を行い、3回1分42秒TKO勝ちを収めIBF世界ライトヘビー級1位の座を獲得した。同日にIBF世界ライトヘビー級王者バーナード・ホプキンスの初防衛戦が中止になったこともあり、ホプキンスへの挑戦に意欲を見せた。
2013年8月17日、カーディフのモーターポイント・アリーナ・カーディフでWBO世界ライトヘビー級王者のネイサン・クレバリーと対戦し、4回29秒TKO勝ちを収め王座獲得に成功した。
2013年11月30日、HBOデビュー戦としてカナダ・ケベック・シティのコリシー・ペプシでWBO世界ライトヘビー級15位でNABF北米ライトヘビー級王者のイスマエル・シラクと対戦し、2回52秒KO勝ちを収め、初防衛に成功した。
2014年3月29日、ニュージャージー州アトランティックシティのボードウォーク・ホール・ダンスホールでUSBA全米ライトヘビー級王者でWBO世界ライトヘビー級15位のセドリック・アグニューと対戦し、7回58秒KO勝ちを収め、2度目の防衛に成功した。
2014年8月2日、アトランティックシティのレベル・アトランティックシティで元IBO世界ライトヘビー級王者でWBO世界ライトヘビー級10位のブレイク・キャパレロと対戦し、2回1分47秒TKO勝ちを収め、3度目の防衛に成功した。
2014年8月20日、WBOはコバレフをWBOの2014年8月度の月間MVPに選出した。
2014年10月31日、WBOから2014年度年間最優秀選手賞に選ばれた。
2014年11月8日、ボードウォーク・ホールでWBAスーパー・IBF世界ライトヘビー級王者のバーナード・ホプキンスと王座統一戦を行い、12回3-0（2者が120-107、120-106）の判定勝ちを収め王座統一に成功、WBA・IBF王座の獲得、WBO王座の4度目の防衛に成功した。コバレフはこの試合で50万ドル（5000万円）のファイトマネーを稼いだ。
2014年11月12日、WBAはコバレフをWBAの2014年10月度の月間MVPに選出した。11月15日、WBOはコバレフをWBOの2014年11月度の月間MVPに選出した。
2015年3月14日、本来であればIBF世界ライトヘビー級1位のナジブ・モハメディと対戦しなければならなかったが、コバレフ側がIBFに2万ドルを支払うことで対戦を延期し、モントリオールのベル・センターで元WBC世界ライトヘビー級王者でWBO世界ライトヘビー級1位のジャン・パスカルと対戦し、8回1分3秒TKO勝ちを収めWBA・IBF王座の初防衛に成功し、WBO王座の5度目の防衛にも成功した。なお、WBCはこの試合の勝者にWBC世界ライトヘビー級ダイヤモンド王座を与えると通知していた為、勝者のコバレフにはWBC世界ライトヘビー級ダイヤモンド王座が贈られた。このことに対して、WBOのフランシスコ・バルカルセル会長は一つの団体が一階級に多数の王者を認めることで、ファンは混乱するし世界王者の価値を損なう事にもなると批判の声を上げた。
2015年3月27日、WBCがセルゲイ・コバレフとアドニス・ステベンソンに対し王座統一戦を行うよう指令を出した。対戦交渉が合意に至らなければ同年4月17日に入札が行われるとのこと。
2015年4月4日、WBCはコバレフをWBCの2015年4月度の月間MVPに選出した。4月10日、WBAはコバレフを2015年3月度の月間MVPに選出した。
2015年4月14日、コバレフ側がアドニス・ステベンソン戦の入札を辞退すると発表した。
2015年7月25日、マンダレイ・ベイ・イベント・センターでWBA世界ライトヘビー級2位でIBF世界ライトヘビー級1位のナジブ・モハメディと対戦し、3回2分38秒KO勝ちを収めWBA・IBF王座は2度目、WBO王座は6度目の防衛に成功した。
2015年8月10日、WBOはコバレフをWBOの2015年8月度の月間MVPに選出した。8月12日、WBAはコバレフをWBAの2015年7月度の月間優秀選手賞に選出した。
2015年11月、WBCの年次総会でWBC世界ライトヘビー級王者アドニス・ステベンソンと指名試合を行うよう指令が出された。
2016年1月30日、カナダのモントリオールのベル・センターでWBO世界ライトヘビー級3位で元WBC世界ライトヘビー級王者のジャン・パスカルと再戦し、4回と5回にストップ寸前まで追い詰め、十分に痛めつけて7回終了時棄権によるTKO勝ちを収めWBA・IBF王座は3度目、WBO王座は7度目の防衛に成功した。当初は2015年11月28日モスクワで対戦する予定だった。試合後にリングに上がってきたアドニス・ステベンソンに向かって中指を立て「俺と試合をしろ"チキン"ソン」と発言。それに続き鶏の鳴き声を真似て挑発しあわや一触即発状態になった。
2016年2月1日、WBOはコバレフをWBOの2016年2月度の月間MVPに選出した。2月15日、WBAはコバレフをWBAの2016年1月度の月間MVPに選出した。
2016年7月11日、エカテリンブルクのDIVSでWBA世界ライトヘビー級12位でWBO世界ライトヘビー級11位で元IBO世界スーパーミドル級王者のアイザック・チレンバと対戦し、12回3-0（117-110、116-111、118-109）の判定勝ちを収めWBA・IBF王座は4度目、WBO王座は8度目の防衛に成功した。HBOがロシアから録画中継し、異例となるワールドチャンピオンシップボクシングの月曜日放送を行った。
2016年7月20日、WBAはWBAスーパー・IBF・WBO世界ライトヘビー級王者セルゲイ・コバレフとWBA世界ライトヘビー級正規王者のユルゲン・ブリーマーに対し王座統一戦に関する対戦交渉を同日から開始し、同年8月19日までの30日以内に対戦交渉で合意するよう指令を出した。合意に至らなければ入札になるとのこと。
2016年8月11日、WBAは最新ランキングを発表し、WBAの2016年7月度の月間優秀選手賞に選出した。
2016年11月19日、T-モバイル・アリーナでWBA世界ライトヘビー級2位でIBF世界ライトヘビー級1位でWBO世界ライトヘビー級1位で元WBAスーパー・WBC世界スーパーミドル級王者のアンドレ・ウォードと対戦し、プロ初黒星となる12回0-3（3者共113-114）の判定負けを喫しWBA・IBF王座の5度目、WBO王座の9度目の防衛に失敗、王座から陥落した。
2017年6月17日、マンダレイ・ベイ・イベント・センターでWBAスーパー・IBF・WBO世界ライトヘビー級王者のアンドレ・ウォードと対戦し、8回2分29秒TKO負けを喫しWBAスーパー王座、IBF王座並びにWBO王座への返り咲きに失敗した。
2017年11月25日、マディソン・スクエア・ガーデン・シアターでアンドレ・ウォードの引退に伴いWBO世界ライトヘビー級10位のビャチェスラフ・シャブランスキーとWBO世界ライトヘビー級王座決定戦を行い、2回2分36秒TKO勝ちを収め王座返り咲き、IBA王座とEBP（ユーラシアボクシング会議）王座を獲得した。
2018年3月3日、ニューヨークのマディソン・スクエア・ガーデン・シアターでIBO世界ライトヘビー級王者でWBO世界ライトヘビー級4位のイゴール・ミカルキンと対戦し、7回2分25秒TKO勝ちを収めWBO王座とEBP王座の初防衛に成功した。
2018年8月4日、アトランティックシティのハード・ロック・ホテル＆カジノ・アトランティックシティ内エテズス・アリーナにて、WBO世界ライトヘビー級8位のエレイデル・アルバレスと対戦し、7回KO負けで王座防衛に失敗、王座から陥落した。
2019年1月20日、前年の2018年6月9日にカリフォルニア州ビッグ・ベアー・レイクで、性的行為を迫るも拒否されたことに怒って女性の顔面を殴り、鼻骨骨折や頸椎椎間板ヘルニアなどの大怪我を負わせた上、加えて女性の飼い犬を蹴飛ばしたとして、逮捕・起訴されていたことが発覚した。コバレフは無罪を主張していた。
2019年2月2日、テキサス州フリスコのザ・フォードセンター・アット・ザ・スターでWBO世界ライトヘビー級王者のエレイデル・アルバレスとダイレクトリマッチで対戦し、12回判定勝ちを収め、王座獲得に成功した。
2019年7月29日、7月15日にフロリダ州のフォートローダーデール・ハリウッド国際空港で、コバレフが隣りに座っていた女性乗客の手を掴んで無理やりキスをしてから金を投げつけたとして、その女性客が搭乗員に泣いて訴えたため、コバレフは搭乗を拒否され飛行機から降ろされていたことが発覚した。またコバレフは他の乗客たちとも激しい口論をしていたとされている。
2019年8月24日、ロシア・チェリャビンスクのトラクター・スポーツ・パレスで指名挑戦者1位のアンソニー・ヤードと対戦し、11回TKO勝ち。
2019年11月2日、MGMグランド・ガーデン・アリーナで3階級制覇王者サウル・アルバレスと対戦。試合当日朝の時点の体重がライトヘビー級の規定体重の79.3キロから4.53キロ以内の増量制限の契約を交わしており、その契約体重はクリアしたものの、11回TKO負けを喫し王座から陥落した。
2020年1月、性的行為を迫るも拒否されたことに怒ったコバレフから暴行を受け重症を負ったと訴えていた女性が、コバレフは和解金として65万ドルを支払うと同意したのにもかかわらず、前年の10月に25万ドルを送金してきた以降は支払いが止まっていると主張して、頸椎椎間板にプレートを埋め込む手術を受けた証拠となるレントゲン写真や手術痕の写真などを公開し、再度コバレフを契約違反で民事訴訟で提訴する予定であると告発を行った。
2020年2月24日、ロサンゼルスで午前2時頃に飲酒運転で逮捕された。
2020年4月25日、サリバン・バレラと試合が決定していたが新型コロナウイルスの影響で試合延期になった。
2020年10月3日、最終的にコバレフが女性への暴行を認めたことで司法取引により減刑され、執行猶予3年の有罪判決が下された。これで刑事事件は終了したものの、被害者女性が起こした、和解金65万ドルの未払い民事訴訟は続行される
。
2021年1月14日、ボランティア・アンチ・ドーピング機構（VADA）が2020年12月30日にラスベガスでコバレフに行ったドーピング検査で合成テストステロンの陽性反応が出たことが発表され、その後1月7日にカリフォルニア州オックスナードで行われていたドーピング検査の結果でも同じ合成テストステロンの陽性反応が出て、ドーピング検査で禁止薬物の陽性反応が2回にわたって出ことで、1月30日にカリフォルニア州で対戦予定だったベクテミル・メリクジエフとの試合が中止になった。
2022年5月14日、アルバレス戦でのKO負けから約2年6カ月ぶりに試合を行い、カリフォルニア州イングルウッドのキア・フォーラムでテルベル・プレフと対戦し、10回3-0（98-92、98-92、97-93）の判定勝ちを収めた。
2024年5月18日、サウジアラビア・リヤドのキングダム・アリーナで行われたタイソン・フューリー 対 オレクサンドル・ウシク戦の前座で2年ぶりの試合をロビン・サファルと行うも、試合終了間際にサファルにダウンを奪われたこともあり10回0-3（92-97、90-99、94-95）の判定負けを喫した。

## 戦績
- アマチュアボクシング：215戦 193勝 22敗
- プロボクシング：41戦 35勝 (29KO) 5敗 1分

| 戦           | 日付           | 勝敗 | 時間     | 内容    | 対戦相手                         | 国籍           | 備考                                                            |
| ------------ | -------------- | ---- | -------- | ------- | -------------------------------- | -------------- | --------------------------------------------------------------- |
| 1            | 2009年7月5日   | ☆    | 1R 0:55  | TKO     | ダニエル・チャベス               | アメリカ合衆国 | プロデビュー戦                                                  |
| 2            | 2009年8月8日   | ☆    | 1R 2:06  | TKO     | ダリル・ジョンソン               | アメリカ合衆国 |                                                                 |
| 3            | 2009年8月29日  | ☆    | 1R 終了  | TKO     | マイケル・バースマーク           | アメリカ合衆国 |                                                                 |
| 4            | 2009年9月12日  | ☆    | 1R 終了  | TKO     | アヨデジ・ファディ               | アメリカ合衆国 |                                                                 |
| 5            | 2009年10月10日 | ☆    | 2R 1:07  | TKO     | ミッキー・スタックハウス         | アメリカ合衆国 |                                                                 |
| 6            | 2010年3月6日   | ☆    | 2R 2:23  | KO      | フランソワ・アンバング           | アメリカ合衆国 |                                                                 |
| 7            | 2010年3月19日  | ☆    | 1R 2:15  | TKO     | ネイサン・ベッドウェル           | アメリカ合衆国 |                                                                 |
| 8            | 2010年6月19日  | ☆    | 2R 1:24  | TKO     | ハーレー・キルフィアン           | アメリカ合衆国 |                                                                 |
| 9            | 2010年9月11日  | ☆    | 1R 1:58  | KO      | キア・ダニエルズ                 | アメリカ合衆国 |                                                                 |
| 10           | 2010年10月9日  | ☆    | 8R       | 判定2-1 | ダーネル・ブーン                 | アメリカ合衆国 |                                                                 |
| 11           | 2010年11月19日 | ☆    | 2R 1:16  | TKO     | ダラス・バーガス                 | アメリカ合衆国 |                                                                 |
| 12           | 2010年12月15日 | ☆    | 6R       | 判定3-0 | カレン・アヴェティスヤン         | ロシア         |                                                                 |
| 13           | 2011年3月12日  | ☆    | 2R 1:53  | TKO     | ウィリアム・ジョンソン           | アメリカ合衆国 |                                                                 |
| 14           | 2011年4月1日   | ☆    | 2R 1:16  | KO      | ジュリアス・フォーグル           | アメリカ合衆国 |                                                                 |
| 15           | 2011年5月6日   | ☆    | 3R 1:54  | KO      | テランス・ウッズ                 | アメリカ合衆国 |                                                                 |
| 16           | 2011年7月29日  | ☆    | 2R 2:39  | KO      | ダグラス・オティエノ・オコラ     | ケニア         | NABA北米ライトヘビー級王座決定戦                                |
| 17           | 2011年8月27日  | △    | 2R 1:31  | 負傷    | グローヴァー・ヤング             | アメリカ合衆国 |                                                                 |
| 18           | 2011年12月5日  | ☆    | 7R 0:47  | TKO     | ローマン・シマコフ               | ロシア         | ABCOライトヘビー級タイトルマッチ                                |
| 19           | 2012年6月1日   | ☆    | 2R 1:32  | TKO     | ダーネル・ブーン                 | アメリカ合衆国 |                                                                 |
| 20           | 2012年9月21日  | ☆    | 3R 0:14  | TKO     | ライオネル・トンプソン           | アメリカ合衆国 |                                                                 |
| 21           | 2013年1月19日  | ☆    | 3R 1:30  | TKO     | ガブリエル・カンピージョ         | スペイン       |                                                                 |
| 22           | 2013年6月14日  | ☆    | 3R 1:42  | TKO     | コーネリアス・ホワイト           | アメリカ合衆国 |                                                                 |
| 23           | 2013年8月17日  | ☆    | 4R 0:29  | TKO     | ネイサン・クレバリー             | イギリス       | WBO世界ライトヘビー級タイトルマッチ                             |
| 24           | 2013年11月30日 | ☆    | 2R 0:52  | KO      | イスマエル・シラク               | ウクライナ     | WBO防衛1                                                        |
| 25           | 2014年3月29日  | ☆    | 7R 0:58  | KO      | セドリック・アグニュー           | アメリカ合衆国 | WBO防衛2                                                        |
| 26           | 2014年8月2日   | ☆    | 2R 1:47  | TKO     | ブレイク・キャパレロ             | オーストラリア | WBO防衛3                                                        |
| 27           | 2014年11月8日  | ☆    | 12R      | 判定3-0 | バーナード・ホプキンス           | アメリカ合衆国 | WBA・IBF・WBO世界ライトヘビー級王座統一戦 WBO防衛4 WBA・IBF獲得 |
| 28           | 2015年3月14日  | ☆    | 8R 1:03  | TKO     | ジャン・パスカル                 | カナダ         | WBA防衛1・IBF防衛1・WBO防衛5・WBCダイヤモンド王座獲得           |
| 29           | 2015年7月25日  | ☆    | 3R 2:38  | KO      | ナジブ・モハメディ               | フランス       | WBA防衛2・IBF防衛2・WBO防衛6                                    |
| 30           | 2016年1月30日  | ☆    | 7R 終了  | TKO     | ジャン・パスカル                 | カナダ         | WBA防衛3・IBF防衛3・WBO防衛7                                    |
| 31           | 2016年7月11日  | ☆    | 12R      | 判定3-0 | アイザック・チレンバ             | マラウイ       | WBA防衛4・IBF防衛4・WBO防衛8                                    |
| 32           | 2016年11月19日 | ★    | 12R      | 判定0-3 | アンドレ・ウォード               | アメリカ合衆国 | WBA・IBF・WBO陥落                                               |
| 33           | 2017年6月17日  | ★    | 8R 2:29  | TKO     | アンドレ・ウォード               | アメリカ合衆国 | WBA・IBF・WBO世界ライトヘビー級タイトルマッチ                   |
| 34           | 2017年11月25日 | ☆    | 2R 2:36  | TKO     | ビャチェスラフ・シャブランスキー | ウクライナ     | WBO世界ライトヘビー級王座決定戦 WBO・IBA・EBP獲得               |
| 35           | 2018年3月3日   | ☆    | 7R 2:25  | TKO     | イゴール・ミカルキン             | ロシア         | WBO防衛1                                                        |
| 36           | 2018年8月4日   | ★    | 7R 2:45  | KO      | エレイデル・アルバレス           | コロンビア     | WBO陥落                                                         |
| 37           | 2019年2月2日   | ☆    | 12R      | 判定3-0 | エレイデル・アルバレス           | コロンビア     | WBO世界ライトヘビー級タイトルマッチ                             |
| 38           | 2019年8月24日  | ☆    | 11R 2:04 | TKO     | アンソニー・ヤード               | イギリス       | WBO防衛1                                                        |
| 39           | 2019年11月2日  | ★    | 11R 2:15 | TKO     | サウル・アルバレス               | メキシコ       | WBO陥落                                                         |
| 40           | 2022年5月14日  | ☆    | 10R      | 判定3-0 | テルベル・プレフ                 | ブルガリア     | 復帰戦                                                          |
| 41           | 2024年5月18日  | ★    | 10R      | 判定0-3 | ロビン・サファル                 | スウェーデン   | クルーザー級10回戦                                              |
| 42           | 2025年4月18日  | ☆    | 7R 0:50  | TKO     | アルツール・マン                 | ドイツ         | 引退試合                                                        |
| テンプレート |                |      |          |         |                                  |                |                                                                 |

## 獲得タイトル
- NABA北米ライトヘビー級王座
- ABCOライトヘビー級王座
- WBO世界ライトヘビー級王座（防衛8）
- WBA世界ライトヘビー級スーパー王座（防衛4）
- IBF世界ライトヘビー級王座（防衛4）
- WBC世界ライトヘビー級ダイヤモンド王座
- WBO世界ライトヘビー級王座（2期目:防衛1）
- WBO世界ライトヘビー級王座（3期目:防衛1）
- IBA世界ライトヘビー級王座
- EBP（ユーラシアボクシング会議）ライトヘビー級王座

## 表彰
- 2014年度リングマガジン ファイター・オブ・ザ・イヤー
- WBO 2014年度年間MVP
- WBO 2014年8月度月間MVP
- WBA 2014年10月度月間MVP
- WBO 2014年11月度月間MVP
- WBC 2015年4月度月間MVP
- WBA 2015年3月度月間MVP
- WBA 2015年7月度月間優秀選手賞
- WBO 2015年8月度月間MVP
- WBA 2016年1月度月間MVP
- WBO 2016年2月度月間MVP
- WBA 2016年7月度月間優秀選手賞